# الوزير (جريدة تونسية)
الوزير هي جريدة تونسية صدرت باللغة العربية بتونس، وكان عنوانها الفرعي «نشرة إسلامية إصلاحية أسبوعية». صدر عددها الأول بتاريخ 5 أفريل 1920.
كان مقرها في البداية بسوق السرايرية، عدد 13 بتونس العاصمة ثم بزنقة القلش عدد 26 بنهج الباشا بمدينة تونس، أسسها الطيب بن عيسى  ومن بين محرريها محمود بورقيبة وبلحسن بن شعبان. كانت جريدة الوزير تسحب حسب الفترات ما بين 1000 و3500 نسخة.

## تاريخها
هي الجريدة الثانية التي أصدرها الطيب بن عيسى، وقد صدرت منذ 5 أفريل 1920 لتعوض جريدته الأولى المشير. وقد ساندت في البداية الحزب الحر الدستوري، ثم ما لبث أن أطرد صاحبها الطيب بن عيسى في عام 1921 فساندت الحزب الحر الدستوري المستقل غير أن هذا الحزب سرعان ما ذوى، فساندت فيما بعد الحزب الحر الدستوري الجديد منذ تأسيسه عام 1934، وانضم الطيب بن عيسى إلى المجلس الملي لهذا الحزب، وألقي عليه القبض غداة أحداث أفريل 1938 فتوقفت جريدة الوزير ليعيد إصدارها بعد إطلاق سراحه في أكتوبر 1938 لتواصل الصدور إلى دخول قوات المحور إلى تونس في نوفمبر 1941، ثم عاودت الصدور وأصبحت يومية في 7 ديسمبر 1945 غير أنها لم تستمر في هذه الدورية إلا لمدة ثلاثة أشهر، عادت بعدها إلى الصدور أسبوعيا، إلى أن صدر آخر عدد منها في 26 جانفي 1956. بعد الاستقلال أصدرها الطيب بن عيسى تحت عنوان جديد المشير في عهد الاستقلال الجمهوري التي صدر عددها الأول في أكتوبر 1957، وقد جاءت لمساندة السلطة الجديدة، غير أنها انطفأت مع وفاة صاحبها في السنة الموالية.